# Еміратська вежа-2
Готель «Джумейра-Емірейтс-Тауерс» (англ. Jumeirah Emirates Towers Hotel) або «Еміратська вежа-2» - 56-поверховий п'ятизірковий готель в Дубаї, ОАЕ. Разом з Еміратською вежею-1 входить до комплексу Еміратські вежі.

## Основні відомості
Готель, що складається з чотирьохсот номерів, 10% яких відносяться до люксової категорії, управляється Джумейрською компанією та пов'язаний із сусідньою 54-поверховою еміратською офісною вежею.
Висота готелю становить 309 метрів, по висоті у світі будівля займає 90-е місце, по висоті в Азії - 71-е (на 2015). Будівництво готелю завершено 15 квітня 2000.